# Ейлін Аткінс
Дама Ейлін Джун Аткінс, ДБІ (англ. Dame Eileen June Atkins; нар. 15 червня 1934) — англійська акторка, сценаристка, автобіографка. З 1953 року безперервно працювала в театрі, кіно та на телебаченні. У 2008 році отримала телевізійну премію BAFTA за найкращу жіночу роль і премію «Еммі» за найкращу жіночу роль другого плану в міні-серіалі чи фільмі за серіал «Кренфорд». Тричі лауреатка премії Олів'є, яку отримувала за найкращу роль другого плану в 1988 році (за кілька ролей) та як найкраща акторка за фільми «Несподіваний чоловік» (1999) і «Честь» (2004). Дама-командор Ордена Британської імперії (1990) та Дама-командор Ордена Британської імперії (2001).
Аткінс приєдналася до Королівської Шекспірівської трупи в 1957 році і дебютувала на Бродвеї в постановці «Вбивство сестри Джордж» за 1966 рік, за яку вона отримала першу з чотирьох номінацій на премію «Тоні» за найкращу жіночу роль у виставі в 1967 році. Наступні номінації вона отримала за Vivat! «Вітай Регіна!» (1972), «Нерозсудливості» (1995) і «Відступ з Москви» (2004). Інші сценічні роботи включають «Бурю» (Олд Вік 1962), «Вихід короля» (Едінбурзький фестиваль і Королівський суд 1963), «Обіцянка» (Нью-Йорк 1967), «Ніч племен» (Нью-Йорк 1977), «Медея» (Янг Вік 1985), «Делікатний баланс» (Хеймаркет, Вест-Енд, 1997) і «Сумнів» (Нью-Йорк, 2006).

## Раннє життя
Ейлін Джун Аткінс народилася в лікарні матерів у Лоуер-Клептоні, пологовому будинку Армії порятунку в Східному Лондоні. Її мати, Енні Еллен (до шлюбу Елкінс), була буфетницею і народила її в 46 років. Батько, Артур Томас Аткінс, був лічильником газоміра, а раніше заступником шофера португальського посла. Вона була третьою дитиною в сім'ї, і коли вона народилася, сім'я переїхала до міського будинку в Тоттенгемі. Її батько, по суті, не вмів водити і відповідав, як заступник водія, головним чином за прибирання автомобіля. Коли Ейлін народилася, її мати цілими днями працювала на фабриці, а вночі буфетницею в Elephant & Castle. Коли Ейлін було три роки, циганка прийшла до них, продаючи щасливий верес і прищіпки. Вона побачила маленьку Ейлін і сказала матері, що її дочка буде відомою танцюристкою. Мати відразу ж записала її в танцювальний клас. Хоча Ейлін ненавиділа це, вона вчилася танцям з 3 до 15 чи 16 років. З її 7 до 15 років ішли останні чотири роки Другої світової війни (1941—1945), вона танцювала в робочих чоловічих клубах за 15 шилінгів за раз як «Крихітка Ейлін». Під час війни вона також виступала в лондонській їдальні Stage Door для американських військ і співала такі пісні, як «Yankee Doodle».
Одного разу, коли їй дали рядок для декламації, хтось сказав її матері, що в неї кокнійський акцент. Її мати була вражена, але уроки мовлення були надто дорогими для сім'ї. На щастя, жінка зацікавилася нею і заплатила за її навчання в підготовчій школі Парксайд в Тоттенхемі. З тих пір Ейлін Аткінс публічно віддала належне директорці, міс Дороті Маргарет Голл, за мудре й тверде керівництво, під яким розвивався її характер. З Парксайду вона пішла до Школи Латимер, гімназії в Едмонтоні, Лондон. До 12 років вона вже була професіоналкою гри панто в Клепхем і Кілберн. Один із її вчителів у гімназії, Ернест Дж. Бертон, який проводив для них релігійне навчання, помітив її потенціал і без будь-яких стягнень старанно позбавив її кокнійського акценту. Він також познайомив її з творами Вільяма Шекспіра. Вона навчалася у нього 2 роки.
Коли їй було 14 чи 15 років і вона все ще була в Латимері, Ейлін двічі на рік відвідувала «показові драматичні» заняття з цим же вчителем. Приблизно в цей час (хоча деякі джерела кажуть, що їй було 12) вона вперше зустріла Роберта Аткінса. Її повели на постановку Аткінса «Король Джон» у Театрі під відкритим небом Ріджентс-Парку. Вона написала йому, що хлопець, який зіграв принца Артура, недостатньо хороший, і що вона могла б зробити краще. Аткінс відповів і попросив, щоб вона прийшла до нього. У той день, коли вони познайомилися, Аткінс думав, що вона продавчиня, а не школярка. Вона виголосила промову маленького принца, і він сказав їй піти до театральної школи та повернутися, коли вона виросте.
Бертон домовився з батьками Ейлін про те, що він спробує отримати для неї стипендію в одній театральній школі, а якщо вона не отримає стипендії, він організує для неї навчання в іншій театральній школі. Її батьки зовсім не були в захваті від того, що вона залишиться в школі до 16 років, оскільки її сестра пішла в 14 років, а брат у 15, але якимось чином їх переконали. Ейлін була в Latymer's до 16 років. З 300 претендентів на стипендію КАДМ вона потрапила до трьох останніх, але не була відібрана, тому пройшла трирічний курс викладання в Гілдголській школі музики та театру. Але, незважаючи на те, що вона навчалася, вона також відвідувала театральні заняття і фактично зіграла в трьох виставах на останньому курсі. Це було на початку 1950-х. На третьому й останньому курсі їй доводилося викладати раз на тиждень, і цей досвід вона ненавиділа. Вона закінчила Гілдхолл у 1953 році.
Щойно залишивши Гілдхолл, вона отримала свою першу роботу з Робертом Аткінсом у 1953 році: зіграла Джакенетту в Марні зусилля кохання у тому самому театрі під відкритим небом Ріджентс-Парку, куди її привезли на постановку Аткінса «Король Джон» багато років тому. Вона також короткий час була помічницею режисера в Oxford Playhouse, поки Пітер Голл не звільнив її за нахабство. Вона також була частиною репертуарної групи, яка виступала в таборі відпочинку Біллі Батліна в Скегнесі, графство Лінкольншир. Саме там вона зустріла Джуліана Гловера.

## Театр
У 1952 році Ейлін Аткінс приєдналася до Guild Players Repertory Company у Бангорі, графство Даун, Північна Ірландія, як професійна акторка. Вона з'явилася як медсестра в Harvey в репертуарному театрі, Бангор, у 1952 році. У 1953 році вона з'явилася як супроводжуюча в «Марні зусилля кохання» у Театрі під відкритим небом Ріджентс-Парку. Її дебют на лондонській сцені відбувся в 1953 році в ролі Джакенетти в постановці Роберта Аткінса «Марні зусилля кохання» у Театрі під відкритим небом у Ріджентс-парку.
Аткінс регулярно поверталася до життя та творчості британської письменниці Вірджинії Вулф за професійним натхненням. Вона зіграла Вулф на сцені в адаптації Патріка Гарленда «Своя кімната», а також у «Віті та Вірджинії», вигравши премію Drama Desk Award за найкраще персоніфіковане шоу та нагороду Obie Award за «Власну кімнату», в якій вона також грала у телеверсії 1990 року; вона також надала сценарій для екранізації роману Вулф «Місіс Делловей» і знялася епізодично у фільмі про роман Майкла Каннінгема «Години» (2002).
Аткінс приєдналася до Стратфордської меморіальної театральної компанії в 1957 році і залишилася там на два сезони. Вона була з Old Vic у сезоні 1961–62 (з'явилася в репертуарних листівках Old Vic за лютий–квітень 1962 та квітень–травень 1962).

## Кіно і телебачення
Ейлін Аткінс з'явилася у всіх 6 епізодах серіалу Арнольда Беннетта «Гільда Лессвейс» у ролі Меггі Клейхенгер, створеного BBC Midlands з Джуді Денч і Браяном Смітом. У постановці Шекспіра «Епоха королів» 1960 року вона зіграла Жанну д'Арк.
Вона брала участь у створенні двох телесеріалів. Разом із колегою-акторкою Джин Марш вона створила концепцію оригінального телесеріалу «Behind the Green Baize Door», відзначеного нагородами серіалом ITV «Upstairs, Downstairs» (1971–75). Марш грала служницю Роуз протягом серіалу, але Аткінс не змогла прийняти роль через сценічні зобов'язання. Ця ж команда також відповідала за серіал BBC «Дім Еліотта» (1991–93).
Її роботи в кіно та на телебаченні включають «Сини та коханці» (1981), «Люди Смайлі» (1982), «Олівер Твіст» (1982), «Тіт Андронік» (1985), «Краща людина» (1985), Римські канікули (1987), „Втрачена мова“ Журавлі» (1991), «Холодна комфортна ферма» (1995), «Говорячі голови» (1998), «Мадам Боварі» (2000), «Девід Коперфілд» (2000), «Віт» (2001) і «Берті та Елізабет» (2002), «Холодна гора» (2003), «Чого хоче дівчина» (2003), «Vanity Fair» (2004), «Ballet Shoes» (2005) і «Ask the Dust» (2006).
Восени 2007 року Аткінс знялася з Дамою Джуді Денч і Сером Майклом Гембоном у драмі BBC One «Кренфорд», виконавши головну роль міс Дебори Дженкінс. Ця робота принесла їй премію BAFTA 2008 року як найкращій акторці, а також премію «Еммі». У вересні 2007 року вона втілила Ебігейл Дусняк у фільмі «Пробудження мертвого Ярцайта» (S6:E11-12).
У 2009 році Аткінс втілила злу медсестру Едвіну Кенчінгтон у чорній комедії BBC Two «Психовіль». Аткінс замінила Ванессу Редгрейв у ролі Елеонори Аквітанської в блокбастері «Робін Гуд» з Расселом Кроу, який вийшов у Великобританії в травні 2010 року. Того ж року вона зіграла Луїзу в темній комедії «Дика мішень».
Аткінс і Джин Марш, творчині оригінального серіалу «Нагорі, внизу» 1970-х, були серед акторського складу нової адаптації BBC, показаної взимку 2010–11 років. Дія нової серії розгортається в 1936 році. Марш знову зіграла Роуз, тоді як Аткінс зіграла неймовірну Мод, леді Голланд. У серпні 2011 року стало відомо, що Аткінс вирішила не брати участь, оскільки була незадоволена сценарієм. У вересні 2011 року Аткінс приєдналася до акторського складу комедійно-драматичного серіалу ITV «Док Мартін», зігравши тітку головного героя, Рут Еллінгем. Вона повернулася в ролі тітки Рут для шостої серії шоу у вересні 2013 року, сьомої у вересні 2015 року та восьмої у вересні 2017 року.
Аткінс знялася в ролі леді Спенс з Меттью Рісом в екранізації «Цап відпущення» британської письменниці Дафни дю Мор'є, показаній у вересні 2012 року.
Вона двічі грала королеву Марію Текську: у телефільмі 2002 року «Берті та Єлизавета» та в телесеріалі «Корона» 2016 року, створеному Netflix.
Аткінс зіграла професорку аспірантури Евелін Ешфорд у Вівіан Беринг (Емма Томпсон) у «Дотепності», американському телефільмі 2001 року режисера Майка Ніколса. Телеспектакль Ніколса та Емми Томпсон базується на однойменній п'єсі Маргарет Едсон, яка отримала Пулітцерівську премію 1999 року. Фільм був показаний на Берлінському міжнародному кінофестивалі 9 лютого 2001 року перед трансляцією HBO 24 березня. Його показали на Единбурзькому кінофестивалі та Варшавському кінофестивалі пізніше того ж року.

## Радіо
У вересні 2016 року Аткінс виконала гостьову роль у довгостроковому сільському серіалі BBC Radio 4 «Стрільці», зігравши Жакі, присяжну, яка переконує своїх колег присяжних виправдати Гелен Тітченер (до шлюбу Арчер) за звинуваченням у замаху на вбивство та нанесенні тілесних ушкоджень з умислом її чоловіка-кривдника Роба.

## Особисте життя
Аткінс була одружена з актором Джуліаном Гловером з 1957 році; вони розлучилися в 1966 році. Через день після розлучення Гловер одружився з акторкою Айлою Блер. Вдруге Аткінк пошлюбила Білла Шеферда 2 лютого 1978 року. Він помер 24 червня 2016 року.
У 1997 році Аткінс написала сценарій до фільму «Місіс Делловей» із Ванессою Редгрейв у головній ролі. Фільм отримав чудові відгуки, але провалився в касових зборах. Це була фінансова катастрофа для Аткінс та її чоловіка, який інвестував у стрічку. Про це вона сказала: «Я маю працювати. Я ледь не збанкрутувала через „Місіс Делловей“, а якщо ви майже збанкрутували, у вас проблеми на все життя. Я не маю пенсії. У будь-якому разі працювати мені не завадить. Насправді я думаю, що це непогано».
У 1995 році Аткінс діагностували рак молочної залози, вона лікувалася і видужала. Живучи самотньою вдовою під час карантину через COVID-19, Аткінс (у віці 87 років) завершила свою автобіографію Will She Do?. Вона прочитала скорочену версію на BBC Radio 4.

## Фільмографія

### Фільми
| Рік  | Назва                        | Роль                 | Примітки             |
| ---- | ---------------------------- | -------------------- | -------------------- |
| 1968 | Недопустимі докази           | Ширлі                |                      |
| 1975 | Дитина Шерон                 | Сестра Альбана       |                      |
| 1977 | Equus                        | Хестер Саломан       |                      |
| 1983 | Костюмер                     | Медж                 |                      |
| 1991 | Нехай він має це             | Ліліан Бентлі        |                      |
| 1994 | Вовк                         | Мері                 |                      |
| 1995 | Джек і Сара                  | Філ                  |                      |
| 1995 | Ферма Холодний комфорт       | Джудіт               |                      |
| 1998 | Месники                      | Аліса                |                      |
| 1999 | Жінки говорять брудно        | Емілі Бойл           |                      |
| 2001 | Госфорд Парк                 | Пані. Крофт          |                      |
| 2002 | Години                       | Барбара              |                      |
| 2003 | Холодна гора                 | Медді                |                      |
| 2003 | Чого хоче дівчина            | Джоселін Дешвуд      |                      |
| 2004 | Ярмарок марнославства        | Міс Матильда Кроулі  |                      |
| 2004 | Перли цариці Савської        | Шкільна матрона      |                      |
| 2005 | Свято Кози                   | Тітка Аделіна        |                      |
| 2006 | Запитайте Пил                | Пані. Харгрейвс      |                      |
| 2006 | Сцени сексуального характеру | Ірис                 |                      |
| 2007 | Вечір                        | Нічна медсестра      |                      |
| 2008 | Останній шанс Гарві          | Меггі                |                      |
| 2010 | Робін Гуд                    | Елеонора Аквітанська |                      |
| 2010 | Дика штучка                  | Луїза Мейнард        |                      |
| 2012 | Козел відпущення             | Леді Спенс           |                      |
| 2013 | Прекрасні створіння          | Грамма               |                      |
| 2014 | Магія місячного світла       | Тітка Ванесса        |                      |
| 2017 | Пригоди Паддінгтон 2         | Мадам Козлова        |                      |
| 2018 | Нічого подібного до жінки    | себе                 | Документальний фільм |
| 2023 | Мерзенні посланнячка         | Мейбл                |                      |

### Телесеріали
| Рік       | Назва                            | Роль                        | Примітка                        |
| --------- | -------------------------------- | --------------------------- | ------------------------------- |
| 1959      | Хільда Лессвейс                  | Меггі Клейхенгер            | 6 серій                         |
| 1960      | Епоха королів                    |                             | 3 серії                         |
| 1961      | Невідкладна допомога — палата 10 | Міс Спінкс                  | 2 серії                         |
| 1961      | ITV Playhouse                    | Дівчина                     |                                 |
| 1964      | Z-автомобілі                     | Грейс Патчетт               |                                 |
| 1964      | Справа Массінгема                | Шарлотта Верні              | 6 серій                         |
| 1964–1965 | ITV Play of the Week             | Норма/Кеті                  | 2 серії                         |
| 1965      | Постукайте у будь-які двері      | Рут                         |                                 |
| 1966      | Майор Барбара                    | Барбара                     | Телевізійний фільм              |
| 1968      | Театр 625                        | Ейлін                       |                                 |
| 1968      | Півгодинна історія               | Її                          |                                 |
| 1968      | Сексуальна гра                   |                             |                                 |
| 1965–1969 | Гра в середу                     | 4 серії                     |                                 |
| 1969–1970 | В. Сомерсет Моем                 |                             | 2 серії                         |
| 1970      | Соло                             | Мері Кінгслі                |                                 |
| 1972      | Stage 2                          | Герцогиня                   |                                 |
| 1969–1972 | П'єса місяця BBC                 |                             | 4 серії                         |
| 1974      | Дама з моря                      | Елліда Вангель              | Телевізійний фільм              |
| 1975      | Сердечні справи                  | Кейт Кукман                 |                                 |
| 1980      | Вона впала серед злодіїв         |                             |                                 |
| 1980      | Театр шедеврів: Сини та Коханці  | Гертруда Морель             | Міні-серіали; 7 серій           |
| 1981      | Театр знаменитостей              | Стелла Кірбі                |                                 |
| 1982      | Smiley's People                  | Мадам Остракова             | 4 серії                         |
| 1982      | Олівер Твіст                     | Місіс Манн                  | Television film                 |
| 1983      | Версія Неллі                     | Неллі                       | Television film                 |
| 1985      | The Burston Rebellion            | Кітті Хігдон                |                                 |
| 1986      | Breaking Up                      | Пані Мейлер                 | 4 серії                         |
| 1985–1987 | Screen Two                       |                             | 2 серії                         |
| 1991      | Своя кімната                     | Вірджинія Вульф             |                                 |
| 1992      | Втрачена мова журавлів           | Роза Бенджамін              |                                 |
| 1992      | Володарка Саспенсу               | Місіс Вагонер               |                                 |
| 1993      | Performance                      | Місіс Мей Мейтленд          |                                 |
| 1995      | Ферма Холодний комфорт           | Джудіт Старкаддер           | Телевізійний фільм              |
| 1997      | Танець під музику часу           | Брайтмен                    |                                 |
| 1998      | Talking Heads 2                  | Селія                       |                                 |
| 2000      | Казки з божевільні               | Скорботник                  |                                 |
| 2000      | Девід Коперфілд                  | Міс Джейн Мердстон          | Телевізійний фільм              |
| 2001      | Сплячий                          |                             | Телевізійний фільм              |
| 2001      | Дотепність                       | Евелін Ешфорд               | Телевізійний фільм              |
| 2002      | Берті та Елізабет                | Марія Текська               | Телевізійний фільм              |
| 2003      | Покохати знову                   | Єва Ларкін                  | Телевізійний фільм              |
| 2007      | Міс Марпл Агати Крісті           | Леді Тресіліан              |                                 |
| 2007      | Пробудження мертвих              | Ебігейл Дусняк              |                                 |
| 2007      | Кренфорд                         | Міс Дебора Дженкінс         | 2 серії                         |
| 2007      | Балетне взуття                   | Мадам Фідолія               | Телевізійний фільм              |
| 2009–2011 | Психовіль                        | Едвіна Кенчінгтон           | 8 сері                          |
| 2010      | Нагорі Внизу                     | Леді Голланд                | 3 серії                         |
| 2010      | Пуаро Агати Крісті               | Княгиня Наталія Драгомирова |                                 |
| 2010      | Тіні кохання Розамунди Пілчер    | Вайолет Ерд                 | 2 серії                         |
| 2014      | Це Джинсі                        | Міс Пенні                   |                                 |
| 2016      | Корона                           | Марія Текська               | Головна роль (1 сезон); 5 серій |
| 2017      | Різанина                         | Дороті                      |                                 |
| 2011–2022 | Док Мартін                       | Рут Елінгем                 | 39 серій                        |

## Почесті
У 1990 році Аткінс була призначений командором Ордена Британської імперії. 16 червня 2001 року, у свій 67-й день народження, вона була призначена дамою-командором Ордена Британської імперії. 23 червня 2010 року Оксфордський університет присвоїв їй ступінь доктора літератури. 5 грудня 2005 року вона отримала ступінь доктора мистецтв у Міському університеті Лондона. Вона є членом Зали слави американського театру ; вона була введена в 1998 році.

## Нагороди та номінації

### Театральні премії
Нагороди Тоні
| Рік  | Категорія                      | Робота                 | Результат | посилання |
| ---- | ------------------------------ | ---------------------- | --------- | --------- |
| 1967 | Найкраща жіноча роль у виставі | Вбивство сестри Джордж | Номінація | [ 22 ]    |
| 1972 | Найкраща жіноча роль у виставі | Віват! Вітай Регіна!   | Номінація | [ 22 ]    |
| 1995 | Найкраща жіноча роль у виставі | Нерозсудливість        | Номінація | [ 22 ]    |
| 2004 | Найкраща жіноча роль у виставі | Відступ з Москви       | Номінація | [ 22 ]    |

Drama Desk Awards
| Рік  | Категорія               | Робота               | Результат | посилання |
| ---- | ----------------------- | -------------------- | --------- | --------- |
| 1972 | Видатна продуктивність  | Віват! Вітай Регіна! | Перемога  | [ 22 ]    |
| 1978 | Актриса п'єси           | Ніч племен           | Перемога  | [ 22 ]    |
| 1991 | Видатний сольний виступ | Своя кімната         | Перемога  | [ 22 ]    |
| 1995 | Почесна нагорода        | Н/Д                  | Перемога  | [ 22 ]    |
| 2001 | Видатна актриса в п'єсі | Несподівана людина   | Номінація | [ 22 ]    |
| 2004 | Видатна актриса в п'єсі | Відступ з Москви     | Номінація | [ 22 ]    |

Нагороди Олів'є
| Рік  | Категорія                            | Робота                             | Результат |
| ---- | ------------------------------------ | ---------------------------------- | --------- |
| 1978 | Найкраща жіноча роль у Відродженні   | Дванадцята ніч                     | Номінація |
| 1981 | Найкраща жіноча роль у новій виставі | Passion Play                       | Номінація |
| 1988 | Найкращий допоміжний виступ          | Цимбелін Зимова казка Гірська мова | Перемога  |
| 1992 | Найкраща актриса другого плану       | Ніч ігуани                         | Номінація |
| 1997 | Найкраща жіноча роль                 | Джон Габріель Боркман              | Номінація |
| 1999 | Найкраща жіноча роль                 | Несподівана людина                 | Перемога  |
| 2004 | Найкраща жіноча роль                 | Честь                              | Перемога  |
| 2018 | Найкраща жіноча роль                 | Висота шторму                      | Номінація |

### Нагороди кіно і телебачення
| Рік  | Нагорода                            | Категорія                                    | Робота                        | Результат |
| ---- | ----------------------------------- | -------------------------------------------- | ----------------------------- | --------- |
| 1970 | Премія BAFTA TV                     | Найкраща жіноча роль                         | П'єса місяця BBC Гра в середу | Номінація |
| 1983 | Кінопремія BAFTA                    | Найкраща актриса другого плану               | Комод                         | Номінація |
| 2001 | Гільдія кіноакторів                 | Видатний ансамбль — фільм                    | Госфорд Парк                  | Перемога  |
| 2002 | Асоціація кінокритиків телемовлення | Кращий акторський ансамбль                   | Госфорд Парк                  | Перемога  |
| 2002 | Гурток кінокритиків Флориди         | Кращий акторський ансамбль                   | Госфорд Парк                  | Перемога  |
| 2002 | Товариство кінокритиків Фенікс      | Кращий ансамбль                              | Госфорд Парк                  | Номінація |
| 2002 | Нагорода «Супутник».                | Найкращий акторський склад — фільм           | Госфорд Парк                  | Перемога  |
| 2008 | Премія BAFTA TV                     | Найкраща жіноча роль                         | Кренфорд                      | Перемога  |
| 2008 | Премія «Золотий глобус».            | Найкраща актриса другого плану — телебачення | Кренфорд                      | Номінація |
| 2008 | Премія Еммі                         | Актриса другого плану в міні-серіалі         | Кренфорд                      | Перемога  |
| 2011 | Премія Еммі                         | Актриса другого плану в міні-серіалі         | Нагорі Внизу                  | Номінація |